# Úvalno

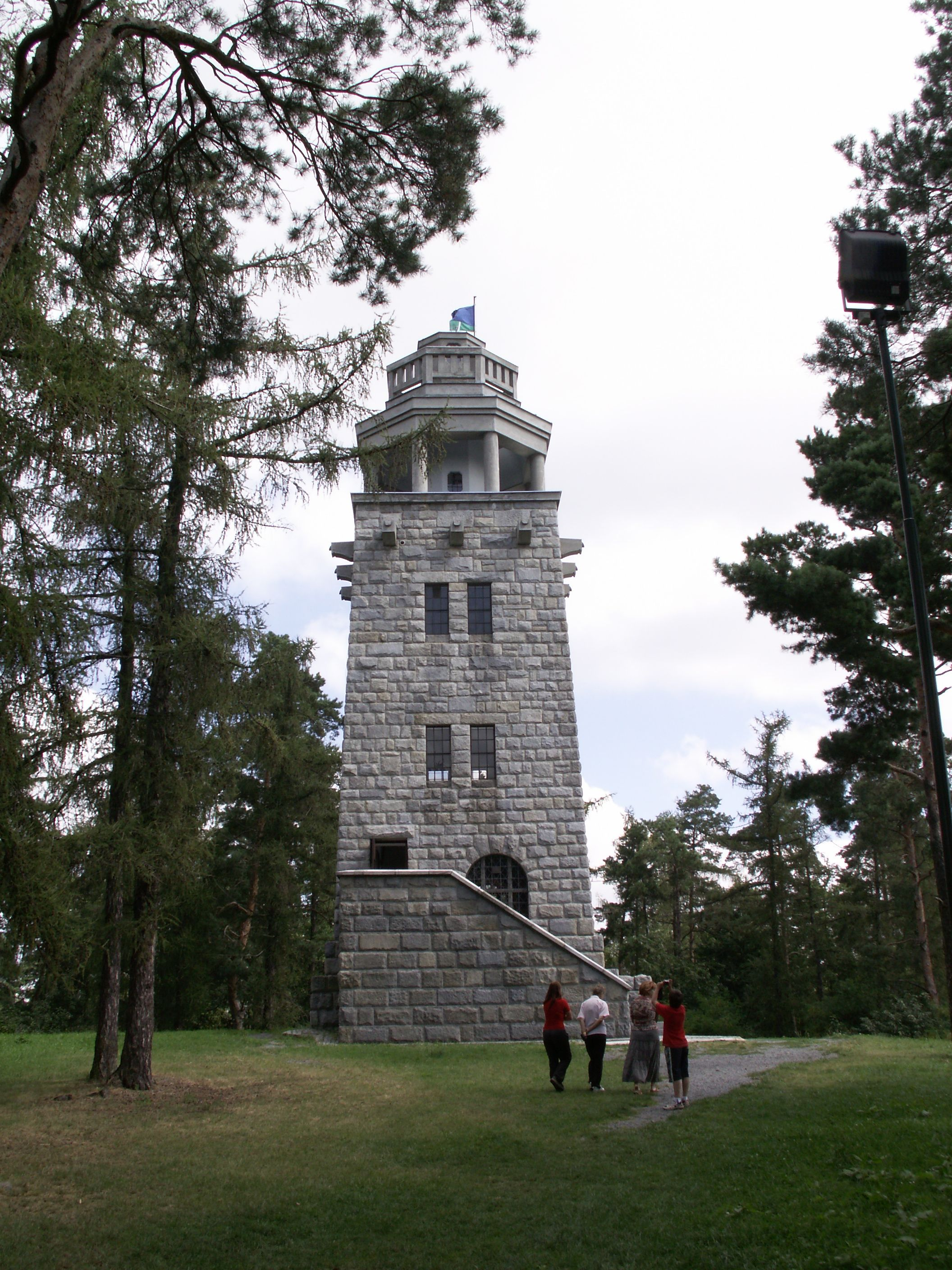
Hans-Kudlich-Warte auf dem Wachberg (Strážiště)

Úvalno (deutsch Lobenstein) ist eine Gemeinde im Okres Bruntál in Tschechien. Das langgestreckte Dorf liegt sechs Kilometer südöstlich der Stadt Krnov (Jägerndorf) an einem Querbach rechtsseitig des breiten Tals der Opava (Oppa), die hier die Grenze zu Polen bildet. Jenseits der Grenze liegt Branice (Branitz). Eine Eisenbahnverbindung besteht nach Opava (Troppau).

## Geschichte
In den bewaldeten Bergen nördlich des Dorfes entstand in der ersten Hälfte des 13. Jahrhunderts an einem Platz, wo sich zuvor schon eine Befestigungsanlage aus der Hallstattzeit befand, die Burg „Czwilin“. Unterhalb der Burg entwickelte sich eine Siedlung, die 1289 in den Urkunden des Bistums Olmütz sowohl mit dem slawischen „Vualen“ als auch mit dem deutschen Namen „Lobenstein“ bezeichnet wird. Um diese Zeit gehörten Burg und Siedlung zur přemyslidischen Provinz Troppau und ab 1318 zum Herzogtum Troppau. Nach dessen Teilung 1377 gelangte Lobenstein an das Herzogtum Jägerndorf. Während des böhmisch-ungarischen Krieges wurde die Burg Lobenstein 1474 durch Matthias Corvinus erstürmt und zerstört.
Zusammen mit dem Herzogtum Jägerndorf fiel Lobenstein um 1493 als ein Lehen an Johann von Schellenberg, der ein Schwager des böhmischen Königs Vladislav II. war und das Amt des böhmischen Kanzlers bekleidete. Er veranlasste den Wiederaufbau der Burg Lobenstein bzw. Burg Cvilín, die deshalb auch als Schellenburg bezeichnet wurde. 1523 verkaufte Johanns Sohn Georg von Schellenberg das Herzogtum Jägerndorf einschließlich der Herrschaft Lobenstein an Georg den Frommen von Brandenburg-Ansbach-Kulmbach. Unter seinen Nachfolgern wurde das evangelische Bekenntnis eingeführt und das Patronat über die Pfarrkirche St. Nikolaus, das dem Kloster Hradisch zustand, aufgehoben.
Nach der Schlacht am Weißen Berg 1622 verlor Herzog Johann Georg das Herzogtum Jägerndorf mit der Herrschaft Lobenstein durch kaiserliche Enteignung. Beides gelangte an den böhmischen Statthalter Karl I. von Liechtenstein, der mit der Rekatholisierung auf seinen Besitzungen begann. Im Dreißigjährigen Krieg wurden Lobenstein und die Burg zerstört. Da die Burg nicht wiederaufgebaut wurde, verfiel sie. Nach archäologischen Grabungen 1817 und 1825 wurden 1861 große Teile des Mauerwerks als Straßenbaumaterial abgebrochen. Im 17. und 18. zerstörten mehrere Großfeuer Teile des Ortes.
Ab dem Jahre 1830 führte die neue Straße von Jägerndorf nach Troppau durch Lobenstein, das 1875 Anschluss an das Eisenbahnnetz erhielt. Der überwiegende Teil der Bevölkerung war in der Landwirtschaft tätig. 1913 wurde auf dem Wachberg (Strážiště) die Hans-Kudlich-Warte, ein Aussichtsturm mit dem Mausoleum im Erdgeschoss eingeweiht. Die Einwohnerzahl stieg stetig an. 1837 waren es 951, 1900: 1304 und 1930: 1720 Einwohner (davon 190 Tschechen). 
Nach dem Münchner Abkommen wurde der Ort dem Deutschen Reich zugeschlagen und gehörte bis 1945 zum Landkreis Jägerndorf.
Nach dem Ende des Zweiten Weltkrieges erfolgte aufgrund der Beneš-Dekrete die Vertreibung der Deutschen.
Die neuen Bewohner wurden aus Čeladná, der Hanna, Opava sowie aus Wolhynien angesiedelt. Am 22. Mai 1947 hatte Úvalno 1042 Bewohner. Im Jahre 1949 erfolgte die Kollektivierung in der Landwirtschaft. Nach dem Untergang der kommunistischen Herrschaft 1989 wurde 1996 zur drei Kilometer entfernten polnischen Nachbargemeinde Branice der kleine Grenzverkehr aufgenommen. Seit Januar 2008 ist die Grenzbrücke über die Opava mit einem zulässigen Gewicht bis 7 Tonnen befahrbar.

## Sehenswürdigkeiten
- Die Hans-Kudlich-Warte auf dem Strážiště (400 m) nordwestlich des Ortes aus dem Jahre 1913 wurde nach einer umfangreichen Sanierung durch den Freundeskreis Bauernbefreier Hans Kudlich e. V und die Gemeinde Úvalno am 1. Oktober 2000 wieder eröffnet. Das zuvor seit dem Ende des Zweiten Weltkrieges verfallene, dann gesperrte und vom Abriss bedrohte Bauwerk dient wieder als Aussichtsturm. Im Erdgeschoss befindet sich zur Erinnerung an den größten Sohn der Gemeinde das Hans-Kudlich-Mausoleum. In unmittelbarer Nähe des Turmes befindet sich eine Bergbaude.
- Die Pfarrkirche St. Nikolaus war ursprünglich ein gotischer Bau aus dem 14. Jahrhundert. Im Jahre 1766 wurde sie im Stil des Barock umgebaut. Im Kircheninnern befindet sich ein Epitaph aus dem Jahre 1241 für einen Erbrichter, sowie weitere Denkmäler für Personen aus Úvalno, Červený Dvůr (Roter Bau) sowie aus den umliegenden Forsthäusern.
- Vom Strážiště bestehen Wanderwege durch die Wälder auf den Špičák (Spießberg, 398 m) und Ostry (400 m) mit der zwei Kilometer von Úvalno entfernten Ruine der Burg Cvilín (Šelenburk, auch Cvilín), die weiter zur Liechtensteinwarte, einem markanten Aussichtsturm mit einem Seitentürmchen und zur Wallfahrtskirche auf dem Burgberg oberhalb von Krnov führen.

## Söhne und Töchter der Gemeinde
- Hermann Kudlich (1809–1886), österreichischer Politiker
- Hans Kudlich (1823–1917), österreichischer Politiker, Revolutionär und Bauernbefreier
- Josef Kinzel (1852–1925), österreichischer Maler
- Kurt Tepperwein (* 1932), deutscher Autor und Unternehmer